# Ute Geweniger
Ute Geweniger (Karl-Marx-Stadt, 24 februari 1964) is een voormalig topzwemster uit Duitsland, die namens de toenmalige DDR de gouden medaille won op de 100 meter schoolslag bij de Olympische Spelen van Moskou (1980). Bij datzelfde - door een sportboycot getroffen - toernooi won de zwemster de gouden medaille met de estafetteploeg op de 4x100 meter wisselslag.
Geweniger won in haar carrière zestien medailles, waarvan dertien gouden. In de periode 1980-1983 was zij nagenoeg onverslaanbaar op de schoolslag. Bij de Europese kampioenschappen langebaan (50 meter) in Split (1981) won Geweniger vijf gouden medailles: 100 en 200 school, 100 meter vlinderslag, 200 meter wisselslag en 4x100 meter wisselslag. Op de 100 school vestigde zij bovendien een wereldrecord met 1.08,60. Mede op basis van die prestatie werd Geweniger in dat jaar uitgeroepen tot DDR's Sportvrouw van het Jaar.
Geweniger kwam uit voor zwemclub SC Karl-Marx-Stadt en trainde onder leiding van Joachim Rother. Na de Duitse Hereniging opende zij een eigen cometica-salon in haar geboorteplaats, die toen weer Chemnitz werd genoemd.
In 2005 bekende ze dat haar prestaties waren verkregen met behulp van doping.